# Pero albivena
Pero albivena är en fjärilsart som beskrevs av W. Warren 1897. Pero albivena ingår i släktet Pero och familjen mätare. Inga underarter finns listade i Catalogue of Life.